# John Coquillon
John „Johnny“ Coquillon (* 29. Juli 1930 als Albert Louis Coquillon in Montréal, Kanada; † Januar 1987 in Windsor and Maidenhead, Berkshire, Vereinigtes Königreich) war ein kanadischer Kameramann mit weit gefächerten Betätigungsfeldern vom Dokumentar- und Kinder- bis zum Horror- und Actionfilm eines Sam Peckinpah.

## Leben
Der Francokanadier Albert Louis Coquillon, in der Branche zumeist John oder Johnny genannt, ging im Alter von 14 Jahren zu den Londoner Pinewood Studios, wo er seine Laufbahn als zweiter Kameraassistent begann. Ab 1954 arbeitete er einige Zeit lang in Afrika und war an der Herstellung religiöser Dokumentarfilme beteiligt. Dort gründete er zusammen mit Henry Geddes die eigene Produktionsfirma „World Safari“, die in Afrika angesiedelte und niedrig budgetierte Spielfilme mit Abenteuerflair für ein jugendliches Publikum (Toto and the Poachers, Ali and the Camel, The Last Rhino) herstellte. Außerdem fertigte Coquillon dokumentarisches Filmmaterial von Afrika an, das später in Spielfilmen wie der Bob-Hope-Komödie Bob auf Safari Verwendung fand.
1960 wieder in England, setzte Coquillon seine Tätigkeit als Kameramann für recht kurze (um die 60 Minuten Spieldauer) Kinderfilme fort. Erst seit 1967 kamen auch Aufträge für abendfüllende Spielfilme für ein erwachsenes Publikum hinzu. Anfänglich fotografierte Coquillon Horrorfilme für die Produktionsfirma AIP, in den 70er Jahren folgten zum Teil hoch budgetierte Actionstoffe. Verpflichtungen führten ihn auch nach Deutschland (Inside Out – Ein genialer Bluff, Steiner – Das Eiserne Kreuz), ins heimatliche Kanada („Mr. Patman“, „Der zweite Mann“) und nach Hollywood. Dort gelangen ihm einige bemerkenswerte Aufnahmen zu den Peckinpah-Inszenierungen Pat Garrett jagt Billy the Kid und Das Osterman Weekend.
Darüber hinaus war John Coquillon auch weiterhin als Kameramann in Afrika aktiv (Second Unit-Fotografie 1966 bei Die letzte Safari, Chefkamera bei The Four Feathers und New York-Tanger – Blutspur über dem Äquator). Coquillon, der auch eine Reihe von Fernsehfilmen fotografiert hatte, verübte zum Jahresbeginn 1987 vor den Toren Londons Selbstmord.

## Filmografie (Auswahl)
Kinofilme, wenn nicht anders angegeben
- 1955: Zanzabuk (Dokumentarfilm)
- 1955: A Nation in Touch (Dokumentarfilm)
- 1956: Trooping the Colour (Dokumentarfilm)
- 1956: Banff and Lake Louise in the Canadian Rockies (Dokumentarfilm)
- 1957: Toto and the Poachers (Mittellanger Film, auch Drehbuchbeteiligung)
- 1959: Ali and the Camel (Serie)
- 1960: The Last Rhino (auch Koproduktion)
- 1960: The Impersonator
- 1962: Girl on Approval
- 1963: Go Kart Go ! (Mittellanger Film)
- 1964: Runaway Railway (Mittellanger Film)
- 1965: Cup Fever (Mittellanger Film)
- 1966: Danny the Dragon (Serie)
- 1967: The Ski Bike
- 1967: Der Hexenjäger (Witchfinder General)
- 1967: Die Hexe des Grafen Dracula (Curse of the Crimson Altar)
- 1968: Thunder of the Gods (Industriekurzfilm)
- 1968: Nothing Cushier (Industriekurzfilm)
- 1968: Das Loch im Himmel (The Body Stealers)
- 1969: Im Todesgriff der roten Maske (The Oblong Box)
- 1969: Die lebenden Leichen des Dr. Mabuse (Scream and scream again)
- 1969: Futtock’s End (Mittellanger Film)
- 1970: Der Todesschrei der Hexen (Cry of the Banshee)
- 1970: Sturmhöhe (Wuthering Heights)
- 1970: The Waiters (Kurzfilm)
- 1970: The Beloved Ones (Industriekurzfilm)
- 1970: Egghead’s Robot
- 1971: Wer Gewalt sät (Straw Dogs)
- 1971: Rentadick
- 1972: Das dreifache Echo (Triple Echo)
- 1972: Pat Garrett jagt Billy the Kid (Pat Garret & Billy the Kid)
- 1972: Bis zum letzten Patienten (The National Health)
- 1974: Echos eines Sommers (Echoes of a Summer)
- 1975: Inside Out – Ein genialer Bluff (Inside Out)
- 1975: Die Wilby-Verschwörung (The Wilby Conspiracy)
- 1976: Steiner – Das Eiserne Kreuz
- 1977: The Four Feathers
- 1978: Die 39 Stufen (The Thirty Nine Steps)
- 1978: Absolution
- 1979: Im Westen nichts Neues (Fernsehfilm)
- 1979: Mr. Patman
- 1979: Der Supercoup (A Nightingale Sang in Berkeley Square)
- 1979: Das Grauen (The Changeling)
- 1980: Der eiserne Vorhang – Wenn der KGB versagt... (Final Assignment)
- 1981: Der zweite Mann (The Amateur)
- 1981: The Wars
- 1982: Ivanhoe (Fernsehfilm)
- 1982: Tödliche Ehen (Praying Mantis) (Fernsehfilm)
- 1982: Das Osterman Weekend
- 1983: Hart aber herzlich (einzelne Folgen der Fernsehserie)
- 1983: New York-Tanger – Blutspur über dem Äquator (Best Revenge)
- 1983: Master of the Game (Fernsehdreiteiler)
- 1984: The Last Place on Earth (Fernsehserie)
- 1984: Lace 2 (Fernsehfilm)
- 1985: Clockwise – Recht so, Mr. Stimpson
- 1985: Going Undercover (Yellow Pages) (UA: 1987)
- 1986: Hyper Sapien
- 1986: The Christmas Gift (Fernsehfilm)
- 1986: Schwur der Rache (Independence) (Fernsehfilm)
- 1986: Mandela (Fernsehfilm)